# Tb (lok)
Tb är ett diesellok som beställdes i tio exemplar av SJ på 1960-talet, tillsammans med den mindre versionen Tc. Loken var avsedda att fungera som godstågslok och snöröjningslok. Tekniskt är de väldigt lika T44 med skiljer sig genom att ha hytten i ena änden vilket ger en god sikt. Vintertid kunde de utrustas med tre plogar, en fram och två på varje sida, och användes för snöröjning. De var även försedda med en inbyggd vändskiva för kunna vända loket vid behov. Sommartid användes de i godståg och banarbetståg och efter att Banverket bildades 1988 överfördes samtliga tio lok dit. 
Numera går alla lok hos Infranord. Två lok ligger på en renoveringsbeställning och kommer i framtiden att få nya motorer och modernare hytt. 